# Chiesa dei Santi Vito e Modesto (Firenze)
La chiesa dei Santi Vito e Modesto è un luogo di culto cattolico di Firenze, sede dell'omonima parrocchia, situato in via Monte Oliveto, tra il colle del Monte Oliveto e la collina di Bellosguardo.

## Storia

### Le origini
Di antichissima fondazione, secondo alcuni è legata al fatto che una parte di questa collina apparteneva ai cavalieri gerosolimitani, che verso la fine dell'XI secolo vi iniziarono a costruire una chiesa dedicata al Santo Sepolcro.
In realtà non esistono fonti storiche che possano provare il legame della chiesa con i cavalieri di Gerusalemme, anzi bisogna riconoscere che questa Ecclesia Santi Sepulcri esisteva già al momento della nascita dei cavalieri del Santo Sepolcro (1099). La prima testimonianza infatti della sua esistenza la fa risalire al 1019: si confronti il codice Bullettone (c.11, 105) nell'Archivio arcivescovile di Firenze.
Il culto del Santo Sepolcro si era diffuso in Europa già dalla fine del X secolo ma soprattutto dopo la profanazione e distruzione del medesimo ad opera del califfo Hakim nel 1009.
Fin dalle origini questa chiesa fu legata alla diocesi e al vescovo di Firenze (si veda ancora il codice Bullettone, 6r).

### Il Trecento
Nel Trecento fu dedicata ai santi Vito e Modesto, il cui culto era presente in Toscana già dall'XI secolo. Gli affreschi riguardanti il santo sono datati al 1391.

### Dal Quattrocento all'Ottocento
Nel Diplomatico di Santa Maria Nuova in data 3 gennaio 1453 è chiamata chiaramente chiesa dei Santi Vito e Modesto a Bellosguardo nell'atto di conferimento del rettorato a Pietro Tori da parte di mons. Tommaso della Bordella, vicario generale di Giovanni Vitelleschi, arcivescovo e patriarca alessandrino (ASF, Diplomatico di S. Maria Nuova 5 gen. 1435). Nel 1453 Sant'Antonino Pierozzi arcivescovo, in esecuzione delle Bole di Niccolò V, conferiva il patronato della chiesa a Giannozzo Pitti (AAF, Bollette Neroni, 77v); nel 1536 il patronato passava ai figli di Francesco Marucelli (AAF, Presentazioni, Gherardini, n.11) e nel 1792, per testamento di Francesco Marucelli, ai Buonomini di San Martino (AAF, Campione vecchio di campagna, 13r) i quali, per deliberazione del 29 dicembre 1873 lo cedettero all'ordinario (AAF, Filza di Cancelleria, 1873, c. 265). La chiesa fu rifatta interamente nel 1662 dal rettore Giovanni Maria Pupilli che, per questa sua benemerenza, ottenne per sé e i suoi successori il titolo di priore (AAF, Collazioni, Vignali, alla data). Oggi presenta caratteri ottocenteschi, anche se in alcuni punti è possibile notare porzioni delle antiche strutture romaniche.

### L'epoca moderna
All'interno della chiesa è una cappella dedicata alla Madonna di Lourdes, con un facsimile della grotta di Massabielle, che il parroco Giuseppe Ciamminghi fece costruire pochi anni dopo le apparizioni in Francia.

## Descrizione
All'esterno la chiesa è preceduta da un loggiato tardo-quattrocentesco con varie lastre tombali e sulla facciata si innalza il campanile. In epoca recente è stata applicata una cancellata a protezione del porticato.
All'interno è conservata una tela seicentesca con l'Angelo Custode di Filippo Tarchiani, il Martirio di santa Cristina del pittore inglese dell'Ottocento George Augustus Wallis, in stile preraffaellita, e una tela seicentesca di san Vito e i suoi mentori, forse della bottega di Francesco Curradi, nativo della zona. Al di sotto delle tele di Tarchiani e Wallis sono stati riportati alla luce alcuni affreschi: quelli del 1391 sulle Storie di san Vito, forse di Jacopo da Firenze (attribuzione di Miklós Boskovits) e quello del 1577 che rappresenta le Stimmate di san Francesco d'Assisi, di ignoto. Sempre di ignoto autore (della fine del Cinquecento o inizi del Seicento) è la tela raffigurante Santa Caterina d'Alessandria fra i santi Rocco e Francesco, di scuola toscana. Del XIX secolo la tela Santa Caterina da Bologna.
Da citare, inoltre, il Cristo risorto, monumento ai caduti, con un bassorilievo in stiacciato firmata Angiolo Malavolti, 1925. Infine una grande tela del contemporaneo Roberto Panichi è disposta sopra la porta: San Vito e i terremotati dell'Irpinia (1984).
Notevole l'organo costruito dall'organaro pistoiese Pietro Agati nel 1781 riutilizzando gran parte di uno strumento preesistente, acquistato durante l'occupazione napoleonica. Dopo decenni di abbandono, l'organo è stato restaurato nel 2009 da Riccardo Lorenzini. Tra gli oggetti mobili da ricordare il calice donato dal granduca Leopoldo II, incolume per un incidente di carrozza (1848) su quella che oggi è la via di Bellosguardo.

## Altre chiese in zona
- All'interno del territorio della parrocchia sono presenti anche la chiesa di via Piana la cui facciata dà sulla strada, in stile neoromanico, costruita nel XVIII secolo dall'architetto Salvatore Pirisini, con arco e rosone in blocchi di marmo bianco e verde, accanto alla quale è l'antica villa (oggi convento) che nel Cinquecento apparteneva alla famiglia Del Pugliese; dopo varie cessioni, fu nell'Ottocento del pittore inglese Guglielmo Stark, il quale gli diede "un elegante carattere moresco"; fu poi venduta alla monache di santa Verdiana (da cui il monastero trasse il nome) e oggi appartiene invece alle Francescane dell'Immacolata, che l'hanno adibita a casa di riposo.
- La chiesa di San Francesco di Paola, nella piazza omonima.
- La chiesa di Maria Mater Misericordiae in via Villani.
- Sito dell'abbazia e chiesa di San Donato in Scopeto.